# Lepidoblepharis buchwaldi
Lepidoblepharis buchwaldi är en ödleart som beskrevs av  Franz Werner 1910. Lepidoblepharis buchwaldi ingår i släktet Lepidoblepharis och familjen geckoödlor. Inga underarter finns listade i Catalogue of Life.

## Utbredning
Arten förekommer i Hacienda/Clementina, Babahoyo i Ecuador.